# رسوایی ایبیزا

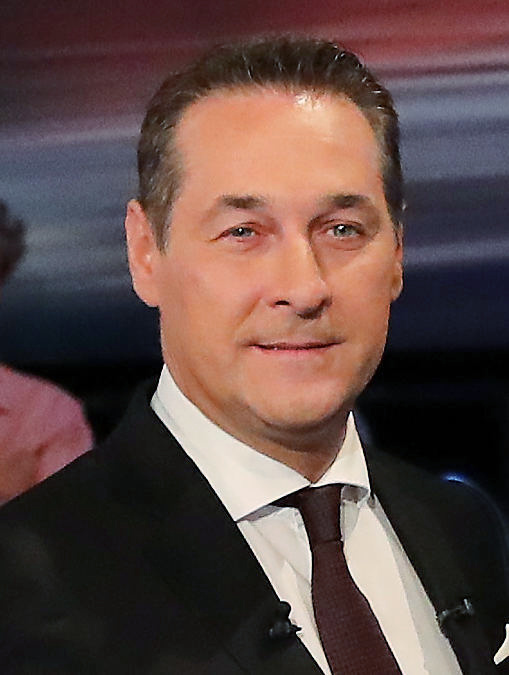
هاینتس-کریستیان اشتراخه (۲۰۱۷)

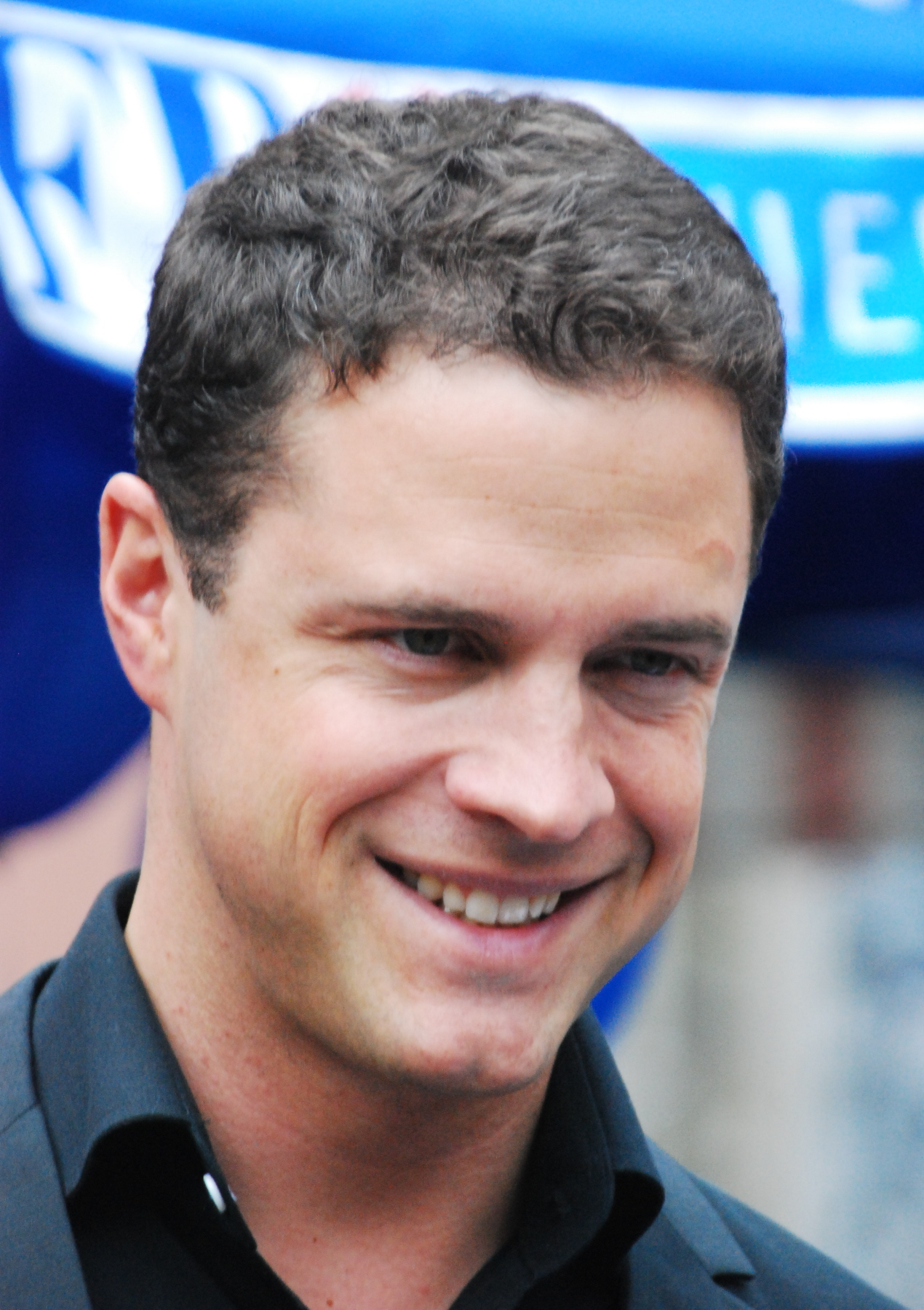
یوهان گودینوس (۲۰۱۲)

رسوایی ایبیزا (آلمانی: Ibiza-Affäre) یک رسوایی سیاسی ادامه‌دار در اتریش است که باعث استعفای هاینتس-کریستیان اشتراخه، معاون صدراعظم اتریش و رهبر حزب آزادی اتریش شد.

## واقعه
این رسوایی در ۱۷ مه ۲۰۱۹ آغاز شد و به دنبال انتشار محتوای ویدیوی ضبط شده در ایبیزا، اسپانیا که همزمان با انتخابات اتریش در سال ۲۰۱۷ بود به یک رسوایی سیاسی منجر شد. این ویدیو که توسط نشریه اشپیگل و روزنامه زوددویچه تسایتونگ منتشر شده و مخفیانه درهنگام انتخابات ۲۰۱۷ اتریش فیلمبرداری شد، هاینتس کریستیان اشتراخه را با یوهان گودینوس نماینده دیگر و معاون حزب آزادی اتریش را نشان می‌دهد که با زنی در حال صحبت هستند این «زن سرمایه‌دار» روسی وعده داد بود که با خرید سهام روزنامه اتریشی «کرونن تسایتونگ» و اخراج چند روزنامه‌نگار مشخص و تعیین سردبیری که از انتقاد از حزب آزادی دست بکشد، قراردادهای پرسود دولتی اتریش را به این فرد روسی بدهد.
این رسوایی که به زلزله سیاسی در اتریش انجامید با یک خانواده الیگارش روسی درپیوند بوده‌است.
زن حاضر در ویدئوی مذکور، مدعی شده بود که خواهرزاده یک فرد ثروتمند روسی به نام «ایگور ماکاروف» است.
«هاینتس کریستیان اشتراخه» همچنین تقاضای کمک مالی به حزب آزادی را نیز در آن دیدار مطرح کرده بود، در حالی که این کار غیرقانونی و سخن از پول سیاه بود. انتشار ویدئوی این مکالمه در اتریش بسیار جنجال‌برانگیز شد.
معاون صدر اعظم اتریش، روز ۱۸ مه پس از  انتشار فایل ویدیویی ۲۰۱۷ که توسط دو نشریه آلمانی صورت گرفت، از سمت خود استعفا داد.
زباستیان کورتس، رهبر حزب محافظه‌کار مردم اتریش است که پس از انتخابات سال ۲۰۱۷ و به دنبال ائتلاف با راست، صدراعظم اتریش شد. استعفای «هاینتس کریستیان اشتراخه» به خروج تمام وزیران راست افراطی از کابینه انجامید. پس از جدایی این حزب از دولت ائتلافی، «زباستیان کورتس» مورد انتقاد نمایندگان این حزب راست افراطی قرار گرفت. بسیاری از نمایندگانی که در استیضاح صدراعظم اتریش علیه او رأی دادند، تا یک هفته پیش از متحدان او در ائتلاف حاکم اتریش محسوب می‌شدند.

## پیامدها
در تاریخ ۲۷ مه ۲۰۱۹ پارلمان اتریش به دولت زباستیان کورتس، صدراعظم این کشور، رای عدم اعتماد داد و او را که درگیر پرونده جنجالی فساد واقعه ایبیزا در دولت ائتلافی اتریش شده بود از کار برکنار کرد. برکناری رسمی کابینه کوتس توسط رئیس‌جمهور الکساندر فن در بلن اجرا شد.